# Cúp quốc gia Scotland 1951–52
Cúp quốc gia Scotland 1951–52 là mùa giải thứ 67 của giải đấu bóng đá loại trực tiếp uy tín nhất Scotland. Chức vô địch thuộc về Motherwell khi đánh bại Dundee trong trận Chung kết.

## Vòng Một
| Đội nhà              | Tỉ số | Đội khách           |
| -------------------- | ----- | ------------------- |
| Berwick Rangers      | 7 – 0 | Peebles Rovers      |
| Brechin City         | 0 – 6 | Queen of the South  |
| Celtic               | 0 – 0 | Third Lanark        |
| Deveronvale          | 1 – 3 | Clyde               |
| Dundee               | 4 – 0 | Ayr United          |
| Duns                 | 1 – 2 | Alloa Athletic      |
| Eyemouth United      | 0 – 4 | East Fife           |
| Forfar Athletic      | 2 – 4 | Motherwell          |
| Inverness Caledonian | 3 – 3 | Dundee United       |
| Kilmarnock           | 2 – 0 | Stenhousemuir       |
| Montrose             | 1 – 2 | Wigtown & Bladnoch  |
| Greenock Morton      | 2 – 0 | East Stirlingshire  |
| Partick Thistle      | 0 – 1 | Hamilton Academical |
| Raith Rovers         | 0 – 0 | Hibernian           |

### Đá lại
| Đội nhà       | Tỉ số | Đội khách            |
| ------------- | ----- | -------------------- |
| Third Lanark  | 2 – 1 | Celtic               |
| Dundee United | 4 – 0 | Inverness Caledonian |
| Hibernian     | 0 – 0 | Raith Rovers         |

#### Đá lại lần 2
| Đội nhà      | Tỉ số | Đội khách |
| ------------ | ----- | --------- |
| Raith Rovers | 4 – 0 | Hibernian |

## Vòng Hai
| Đội nhà             | Tỉ số | Đội khách            |
| ------------------- | ----- | -------------------- |
| Aberdeen            | 2 – 1 | Kilmarnock           |
| Airdrieonians       | 2 – 1 | East Fife            |
| Albion Rovers       | 1 – 1 | Stranraer            |
| Alloa Athletic      | 0 – 0 | Berwick Rangers      |
| Clachnacuddin       | 1 – 2 | Greenock Morton      |
| Clyde               | 3 – 4 | Dunfermline Athletic |
| Cowdenbeath         | 1 – 4 | Arbroath             |
| Dumbarton           | 1 – 0 | Queen’s Park         |
| Falkirk             | 3 – 3 | Stirling Albion      |
| Hamilton Academical | 1 – 1 | Third Lanark         |
| Hearts              | 1 – 0 | Raith Rovers         |
| Leith Athletic      | 1 – 4 | Dundee United        |
| Rangers             | 6 – 1 | Elgin City           |
| St Johnstone        | 2 – 2 | Queen of the South   |
| St Mirren           | 2 – 3 | Motherwell           |
| Wigtown & Bladnoch  | 1 – 7 | Dundee               |

### Đá lại
| Đội nhà            | Tỉ số | Đội khách           |
| ------------------ | ----- | ------------------- |
| Berwick Rangers    | 4 – 1 | Alloa Athletic      |
| Queen of the South | 3 – 1 | St Johnstone        |
| Stirling Albion    | 1 – 2 | Falkirk             |
| Stranraer          | 3 – 4 | Albion Rovers       |
| Third Lanark       | 4 – 0 | Hamilton Academical |

## Vòng Ba
| Đội nhà              | Tỉ số | Đội khách       |
| -------------------- | ----- | --------------- |
| Airdrieonians        | 4 – 0 | Greenock Morton |
| Albion Rovers        | 1 – 3 | Third Lanark    |
| Arbroath             | 0 – 2 | Rangers         |
| Dumbarton            | 1 – 3 | Falkirk         |
| Dundee               | 1 – 0 | Berwick Rangers |
| Dundee United        | 2 – 2 | Aberdeen        |
| Dunfermline Athletic | 1 – 1 | Motherwell      |
| Queen of the South   | 1 – 3 | Hearts          |

### Đá lại
| Đội nhà    | Tỉ số | Đội khách            |
| ---------- | ----- | -------------------- |
| Aberdeen   | 3 – 2 | Dundee United        |
| Motherwell | 4 – 0 | Dunfermline Athletic |

## Tứ kết
| Đội nhà       | Tỉ số | Đội khách  |
| ------------- | ----- | ---------- |
| Airdrieonians | 2 – 2 | Hearts     |
| Dundee        | 4 – 0 | Aberdeen   |
| Rangers       | 1 – 1 | Motherwell |
| Third Lanark  | 1 – 0 | Falkirk    |

### Đá lại
| Đội nhà    | Tỉ số | Đội khách     |
| ---------- | ----- | ------------- |
| Hearts     | 6 – 4 | Airdrieonians |
| Motherwell | 2 – 1 | Rangers       |

## Bán kết
| Dundee | v | Third Lanark |
| ------ | - | ------------ |
|        |   |              |

| Motherwell   | v | Hearts     |
| ------------ | - | ---------- |
| Jimmy Watson |   | Alfie Conn |

### Đá lại
| Motherwell   | v | Hearts           |
| ------------ | - | ---------------- |
| Jimmy Watson |   | Eddie Rutherford |

#### Đá lại lần 2
| Motherwell                                  | v | Hearts     |
| ------------------------------------------- | - | ---------- |
| Archie Shaw Wilson Humphries Willie Redpath |   | Alfie Conn |

## Chung kết
| Motherwell                           | v          | Dundee |
| ------------------------------------ | ---------- | ------ |
| Watson · Redpath · Humphries · Kelly | Soccerbase |        |